# Lóbulo polar

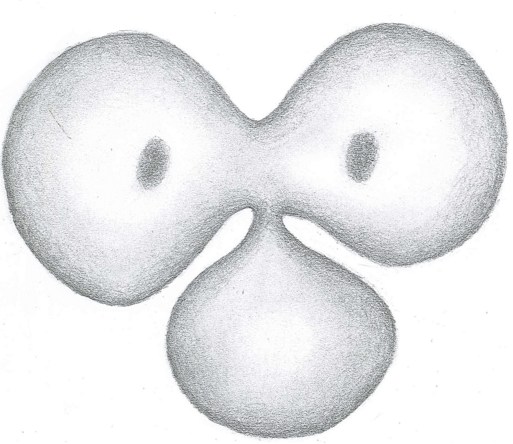
Esquema del estadio de ‘tres células’, tras el primer clivaje. Se pueden observar los dos blastómeros en formación, con núcleo, y el lóbulo polar anucleado. (Esquema realizado con base en imagen de un embrión del escafópodo Dentalium)

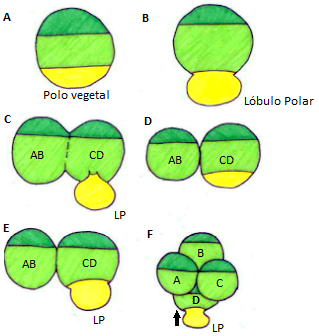
Formación y reabsorción del lóbulo en los primeros estadios del desarrollo de Dentalium. A) Cigoto, B) Formación del lóbulo polar antes del primer clivaje, C) Estadio de 'tres células', D) Incorporación del lóbulo al blastomero CD, E) Formación del lóbulo polar antes del segundo clivaje, F) Estadio después del segundo clivaje. El lóbulo será absorbido por el blastomero D.

El lóbulo polar es una protuberancia anucleada que se forma en el polo vegetal, antes de que ocurra el primer clivaje en algunos espiralados. El lóbulo polar se produce por una extrusión del citoplasma, que se da antes de la primera división del cigoto. Debido a la formación de esta protuberancia, cuando ocurre este primer clivaje, se genera un estadio de ‘tres células’, si bien este lóbulo no constituye en realidad una célula pues no tiene núcleo. También se denomina 'estadio trébol'.
Posterior a la primera división, el lóbulo es reabsorbido por el blastómero CD. Después de esto, y antes del segundo clivaje, es formado nuevamente a partir de este mismo blastómero. Por último, al darse la segunda división, el lóbulo es incorporado al blastómero D.
El tamaño del lóbulo polar varía ampliamente entre especies. En algunos organismos, como Mytilia, Dentalium e Illyanasa, tras el primer clivaje, este puede contener aproximadamente un tercio del material citoplasmático del embrión. Sin embargo, en otras especies como Bithynia tentaculata este es bastante reducido, representando únicamente el 1% del contenido citoplasmático. Por una parte, los lóbulos grandes presentan gran cantidad de organelos citoplasmáticos tales como gránulos de yema, mitocondrias y vesículas; mientras los pequeños suelen contener principalmente vesículas. Sin embargo, según algunos estudios, el tamaño de esta estructura no determina realmente la importancia o función del lóbulo polar durante el desarrollo.

## Organismos en los cuales se forma el lóbulo polar
La presencia del lóbulo polar en los primeras etapas del desarrollo no es un carácter único de un clado particular, este está presente en varios grupos de invertebrados y parece haber evolucionado independientemente en cada uno de ellos. Se ha reportado la formación del lóbulo polar en varias especies de invertebrados con clivaje en espiral, especialmente en anélidos y moluscos. En el caso de los moluscos, se ha identificado la formación de esta estructura durante el desarrollo de algunas especies de poliplacóforos, escafópodos, gasterópodos y bivalvos. Para el caso particular de los gasterópodos, se han realizado numerosos estudios en caracoles marinos del género llyanasa, específicamente en Illyanasa obsolete. Asimismo, el caracol B. tentaculata también ha sido usado como modelo para entender el papel de este lóbulo en el desarrollo. Dentro de los bivalvos, una de las especies en las cuales se ha estudiado el lóbulo polar es Limnoperna fortunei (Bivalvia: Mytilidae).
También se ha observado la generación de esta protuberancia durante el desarrollo temprano de algunas especies de anélidos, por ejemplo,  pertenecientes al género Chaetoplerus. Además, se ha identificado la presencia de este lóbulo durante el desarrollo temprano de algunos  policládidos (Rhabditophora), como Hoploplana inquilina.

## Importancia del lóbulo polar en el desarrollo
El lóbulo polar tiene gran importancia en el desarrollo embrionario de los organismos en los cuales es formado. Lo anterior, se ha determinado gracias a experimentos de remoción del lóbulo, tras los cuales no se da un desarrollo normal de los individuos. En particular, en estudios realizados en una especie de caracol marino (I. obsoleta) se mostró que cuando se retira el lóbulo polar del embrión,  las larvas que se desarrollan no presentan opérculo, estatocistos, ojos, concha ni algunos órganos internos, como el corazón y el intestino. Lo anterior, también aplica a organismos que presentan un lóbulo polar de tamaño reducido, como B. tentaculata, molusco en el cual la remoción del lóbulo tiene efectos bastantes similares, con la diferencia de que en ocasiones sí se forma parte del intestino, si bien no se da una completa diferenciación del endodermo.
Se ha comprobado que el citoplasma del lóbulo polar contiene determinantes del endodermo y el mesodermo, los cuales son heredados posteriormente por el blastómero D. Estos factores morfogenéticos no se ubican de forma homogénea en todo el lóbulo; se ubican específicamente en el citoesqueleto o la membrana del lóbulo, no en el citoplasma. Incluso, se han realizado experimentos en los cuales se retira el citoplasma de esta protuberancia, dejando intacta la membrana, tras lo cual el contenido citoplasmático del lóbulo es reemplazado y se produce un desarrollo normal del individuo.
La formación y reabsorción sucesiva del lóbulo polar constituye un mecanismo para la distribución asimétrica de moléculas regulatorias de origen materno en los diferentes blastómeros. Particularmente, la formación del lóbulo tras el segundo clivaje implica una importante diferenciación de uno de los blastómeros: el blastómero D. Más aún, este proceso constituye una vía alterna al clivaje asimétrico para generar una segregación desigual del material citoplasmático polar.
De acuerdo con lo anterior, la importancia de esta estructura se fundamenta en que el macrómero D (el cual incorpora el contenido del lóbulo polar), constituye un importante señalizador del linaje dorsal del individuo. Por tanto, el hecho de que se de adecuadamente el proceso de formación y reabsorción de esta protuberancia durante el desarrollo es esencial para la determinación del eje dorso-ventral en el embrión.
Además, este proceso de extrusión y reabsorción del lóbulo es fundamental para la diferenciación de estructuras mesodérmicas y órganos como el intestino, la glándula de la concha y los ojos. Esto, pues los macrómeros del cuadrante D, si bien no contribuyen con células a la formación de estas estructuras, constituyen una fuente importante de señalización que permite determinar el destino de las células que sí van a dar lugar a estos tejidos. Esto explica que la remoción del blastómero D en el embrión en desarrollo tiene efectos comparables a la sustracción del lóbulo polar.
Se ha probado que una de las rutas de señalización relacionadas con una formación normal del lóbulo polar es la via MAPK. Esta es activada en los micrómeros gracias a señales dadas desde el macrómero 3D. Por tanto, dado que el lóbulo es fundamental en la conformación adecuada del cuadrante D, cuando este es removido, se impide la posterior activación de MAPK en los micrómeros. Lo anterior, implica la generación de un fenotipo particular en los individuos, caracterizado por la falta de ojos y concha externa y sistema digestivo desorganizado.
Asimismo, se ha probado que al interior de esta estructura, durante el estadio de trébol,  se produce una síntesis activa de proteínas a partir de transcritos maternos. Más aún, durante este estadio del desarrollo, en el lóbulo se producen aproximadamente la mitad de las proteínas que son sintetizadas en el huevo. Debido a lo anterior, esta estructura tiene una gran influencia en la capacidad del embrión en desarrollo para producir estas macromoléculas esenciales.
A pesar de lo anterior, existen excepciones en el papel que tiene el lóbulo polar durante el desarrollo. Por ejemplo, está el caso del gasterópodo Credipula fornicata, en el cual la formación de esta protuberancia no está relacionada con la segregación de factores morfogenéticos requeridos para la especificación de las células en el embrión. Lo anterior, implica que el lóbulo polar no tiene las mismas funciones en todas las especies en las que se presenta, y por tanto es muy difícil hacer generalizaciones, por lo cual es necesario realizar estudios en organismos en los cuales se desconozca la dinámica del lóbulo durante el desarrollo.

## El lóbulo polar en el registro fósil
En excavaciones realizadas en la Formación de Doushantuo, se han encontrado, lo que se cree, son evidencias fósiles de la formación de lóbulo polar en especies de invertebrados extintas.
Mediante observaciones a través de un  microscopio electrónico de barrido, se determinó que algunos de los embriones fosilizados encontrados, presentaban formación de lóbulo polar. Algunos de estos se encontraban en el estadio de 'tres células', el cual se da en espiralados actuales tras el primer clivaje; mientras otros estaban en la etapa de 'cinco células', es decir, cuando ya ha ocurrido el segundo clivaje. Asimismo, el tamaño del lóbulo en relación con el resto del embrión variaba en los diferentes casos. Sin embargo, en fósiles de embriones en etapas posteriores del desarrollo, se observaron discordancias con el patrón de clivaje en espiral, por lo que los autores que realizaron este hallazgo afirman que no se tratan de espiralados. Lo anterior, implica que la formación y reabsorción del lóbulo polar no es un proceso exclusivo de este grupo de animales; es un carácter más antiguo evolutivamente de lo que se había establecido hasta el momento.